# Iiro Tenngren
Iiro Tapio Tenngren (Lahti, 10 maggio 1979) è un ex cestista finlandese.

## Palmarès
- Coppa di Finlandia: 1

KTP-Basket: 2004